# Tuxá
Tuxá (Tusá, Tuchá, Tushá, Todela) je pleme Indijanaca nastanjeno u brazilskim državama Bahía i Pernambuco. Jezik im je izumro i pošto je bio nesrodan svim ostalim poznatim jezicima činio je samostalnu izoliranu porodicu.  Danas ih je 1,630 (1999.)  u etničkoj grupi, govore samo portugalskim jezikom i žive od poljoprivrede. Prema AMTB podacima 1995. bilo ih je 900. -Među Tuxá Indijancima raširen je ritual Toré, kojeg su prenesli i plemenu Catembri (Kiriri de Mirandela) a postao je simbolom jedinstva tamošnjih plemena. 
Jurema kult
Pleme Tuxá, kao i njihovi susjedi Karirí, Pankarurú, Guegue, Akroa, Pimenteira i Fulnio uzimalo je halucinogeni napitak poznat kao 'ajuca' ili ' vinho do jurema'. Napitak se pripravljao od korijena biljke Mimosa hostilis koja raste u suhim područjima caatinga.  Napitak je izazivao snažne vizija kod ratnika prije borbe. Rani izvještaji o ovim Jurema kultovima potječu iz 1788. i 1843. godine.

## Vanjske poveznice
- Tuxá :: Indigenous Peoples in Brazil :: ISA  Arhivirana inačica izvorne stranice od 24. svibnja 2005. (Wayback Machine)
- Tuxá de Inajá  Arhivirana inačica izvorne stranice od 29. rujna 2007. (Wayback Machine)
- Povos Indígenas de Pernambuco  Arhivirana inačica izvorne stranice od 12. siječnja 2007. (Wayback Machine)